# 亞拉巴馬偽龜
阿拉巴馬紅肚龜（學名：Pseudemys alabamensis）是偽龜屬（Pseudemys）下的一個物種。原產於美國亞拉巴馬州。本種為大型植食性淡水龜，分佈於美國南部的阿拉巴馬州與密西西比州。種小名源自於其模式產地阿拉巴馬州（莫比爾灣，阿拉巴馬州）。

## 俗名
亞拉巴馬偽龜為中國譯名。阿拉巴馬紅肚龜為英文俗名（Alabama red-bellied cooter）直譯。

## 形態描述
- 背甲：本種為大型淡水龜，雄性甲長最大可達29.5公分；雌性37.5公分（Dobie, 1993）[7]。外型呈修長橢圓形且後緣呈輕微鋸齒狀。雌性個體多具有高圓頂狀的背甲。肋盾上的縱向皺褶隨著年齡與尺寸的增長會更加明顯。底色為棕色至深棕色或黑色。肋盾與緣盾具有黃橙色至紅色的橫向條紋。
- 腹甲：腹甲為橙色，幼體時的黑色紋路幾乎完全消失。
- 頭部、四肢、尾部：上顎中央具有凹槽；凹槽兩側具齒狀突起。頭頂紋路呈現箭頭形。四肢及尾部皮膚呈橄欖綠至黑色，帶有黃色或橙色條紋。
- 幼體：幼體背甲幾乎呈圓形，中線上具有一道縱向龍骨，後緣呈輕微鋸齒狀。背甲呈綠色；肋盾具有黃色條紋與眼斑。腹甲呈紅色或橙紅色；盾板接縫處具有黑色紋路。
- 雌雄二性型：雌性多具有較高圓頂狀的背甲，尾巴細且短，泄殖孔不超出緣盾。雄性前腳指甲明顯較長，尾巴長且粗，泄殖孔超出緣盾。

## 分類歷史
本種於1893年被首次描述（Baur, 1893）且一度被包含至Pseudemys mobilensis（= P. concinna mobilensis）（Holbrook, 1838）與Ptychemys mobilensis （= P. c. mobilensis）（Agassiz,1857）的物種描述。本種曾經被視為無效種，且被視為P. floridana mobilensis （Carr, 1938）的突變型（mutant）與P. floridana suwanniensis的變種（variant）。部分調查者顯示本種可能為佛州紅肚龜（Pseudemys nelsoni）的亞種（Crenshaw, 1955；Carr and Crenshaw, 1957；Jackson, 1978；McCoy and Vogt, 1979）。

## 分佈與棲地
在阿拉巴馬州，本種分佈於莫比爾縣和鮑德溫縣的莫比爾灣與其支流⸺滕索河與莫比爾河；在密西西比州，本種分佈於哈里森縣和傑克遜縣的帕斯卡古拉河下游與比洛克西灣流域的後灣（Ernst and Lovich, 2009；Leary et al. 2008）。來自佛羅里達州狹長地帶、德州與田納西州的樣本紀錄為調查者們的錯誤鑑定（Dobie, 1985）。
Ernst和Barbour（1972）指出本種的主要棲地為鹽水沼澤與沿岸沼澤林，且與河偽龜（P. concinna）與鑽紋龜（Malaclemys terrapin）共享棲地。然而，近期文獻（Buhlmann, Tuberville and Gibbons, 2008；Ernst and Lovich, 2009；Ernst and Barbour, 1989；Leary et al., 2008）:252指出本種的主要棲地為淡水河川、溪流與渠道。水體深度多為一至兩公尺，且具有豐富的水生植被。

## 習性與生態學
與其他偽龜屬物種相同，本種為日行性且花費一天的時間覓食與尋找做日光浴的地點。做日光浴時高度警覺，受到輕微的打擾就會立刻躲入水中。

## 食性
本種主要為植食性，以多種水生植物為食，如黑藻屬（Hydrilla）、茨藻屬（Najas）、苦草屬（Vallisneria）、慈姑屬（Sagitteria）、伊樂藻屬（Elodea）、浮萍屬（Lemna）、假澤蘭屬（Mikania）與毒芹屬（Cicuta）（Ernst and Lovich, 2009；Leary et al., 2008；Ernst and Barbour, 1989）。
在野外或人工飼養下，若目標容易取得，也會攝食魚類或其他動物性餌料:252。人工飼養個體也攝食萵苣（Ernst and Barbour, 1972）。

## 保育階層
根據Turtles of the World: Annotated Checklist and Atlas of Taxonomy, Synonymy, Distribution, and Conservation Status (8th Ed.).，本種為瀕危（Endangered）。

## 未來研究方向與註記
對於本種的生長速度、達到性成熟時的尺寸與年齡、壽命、求偶及交配行為、產卵數、習性與族群動態等資訊都非常缺乏。
較詳細的資訊與描述可見於Pseudemys alabamensis Baur 1893—Alabama Red-bellied Cooter, Alabama Red-bellied Turtle.（Leary et al. 2008）與Turtles of the United States and Canada.（Ernst and Lovich, 2009）。

## 圖片

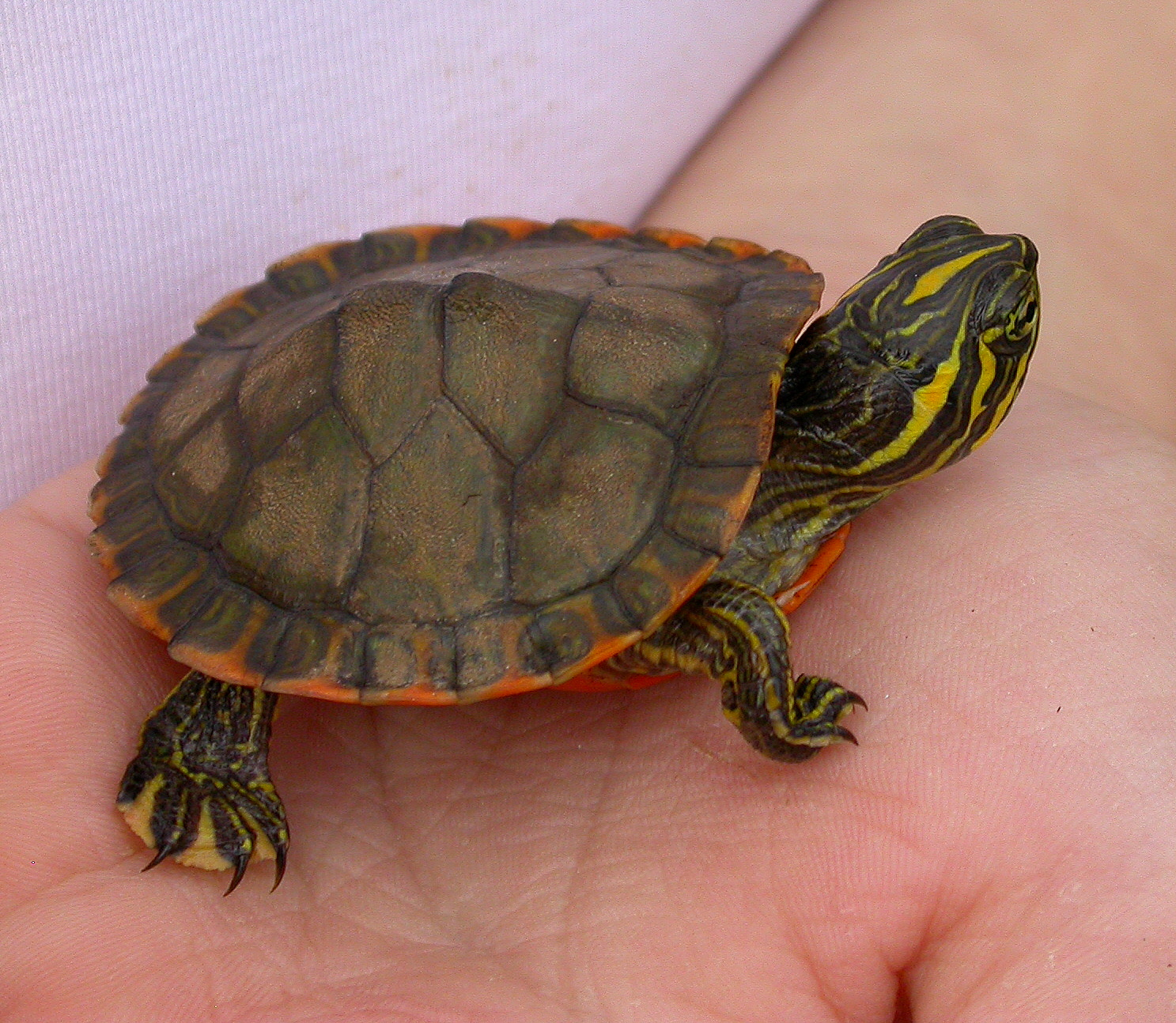
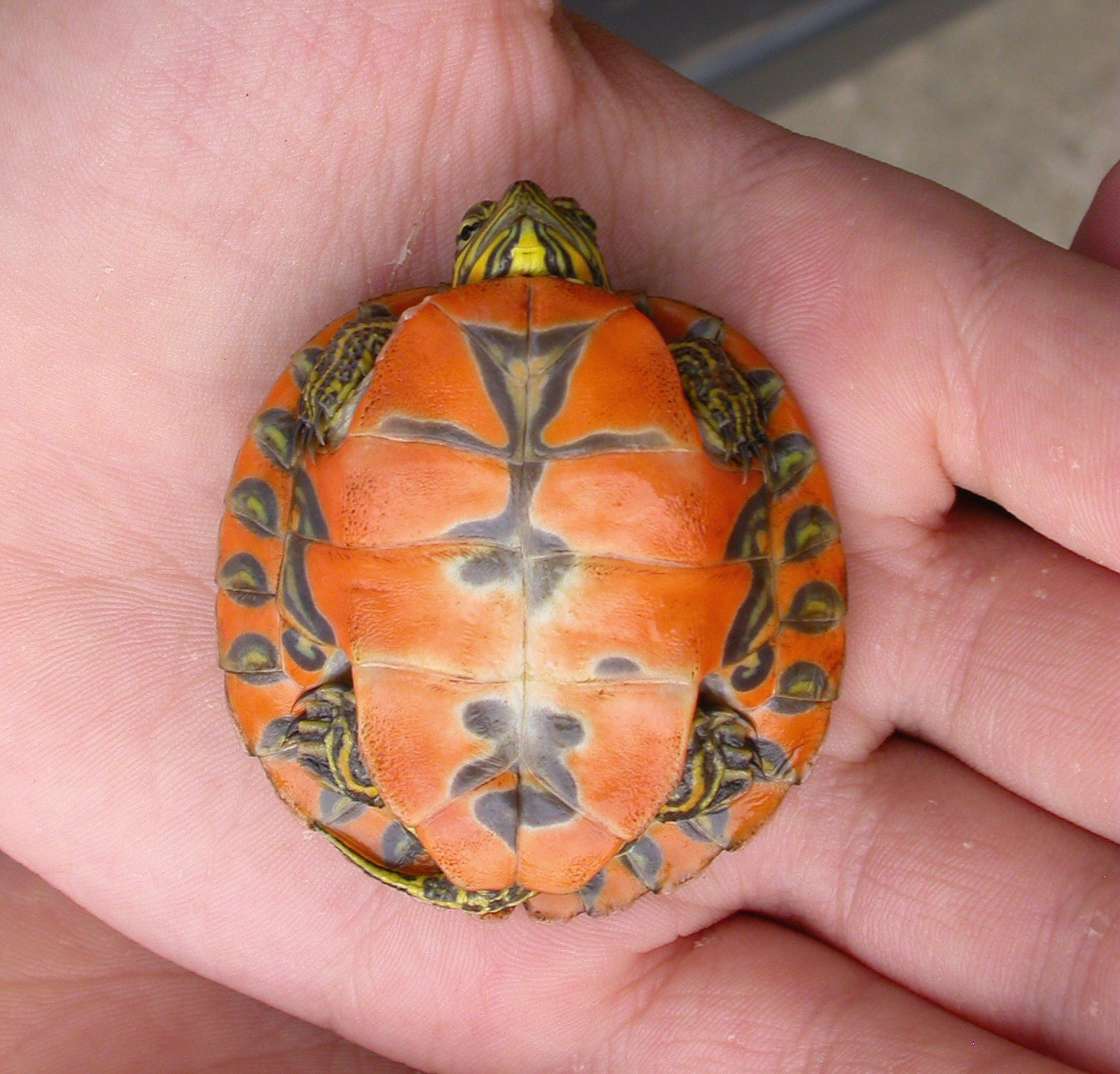
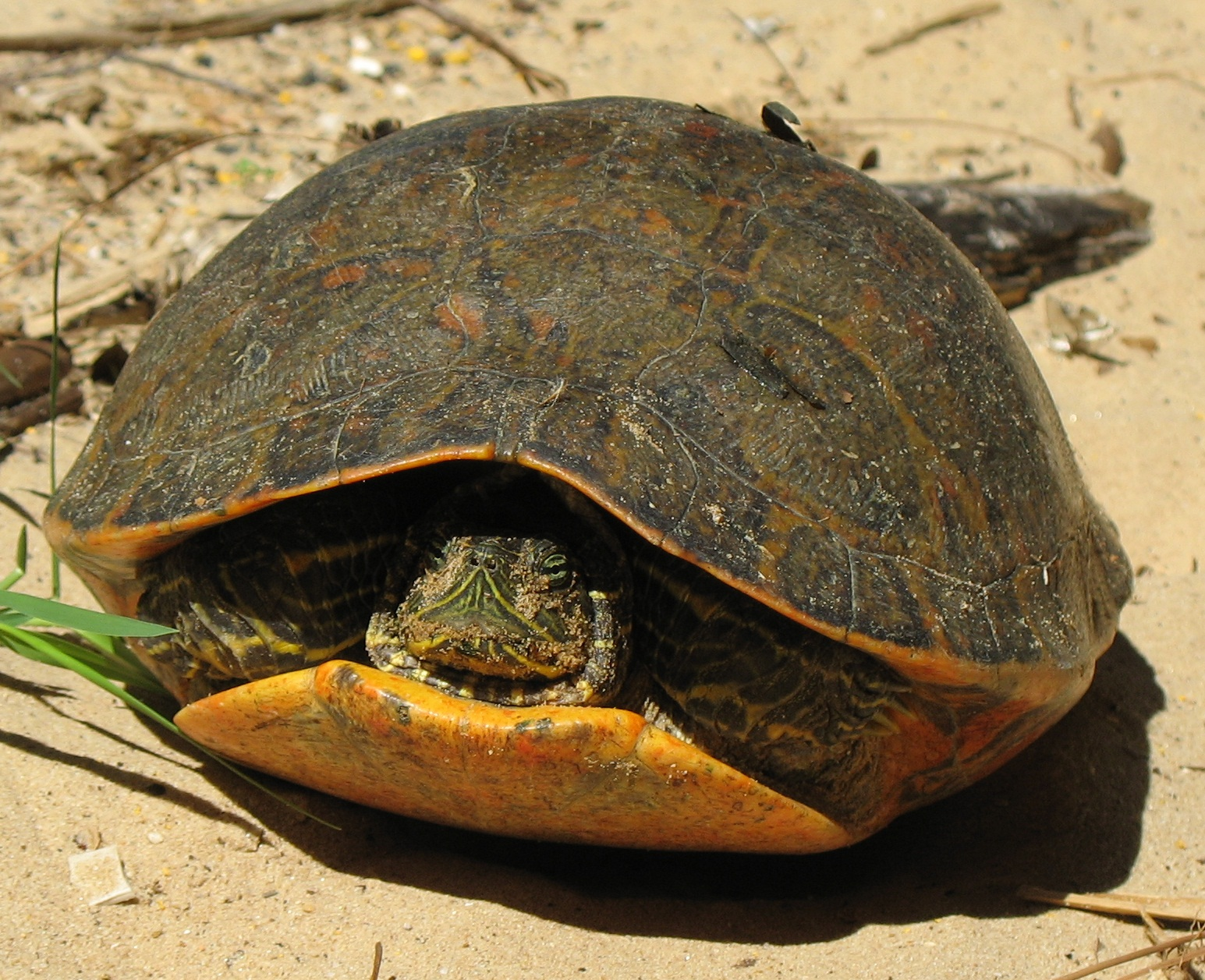
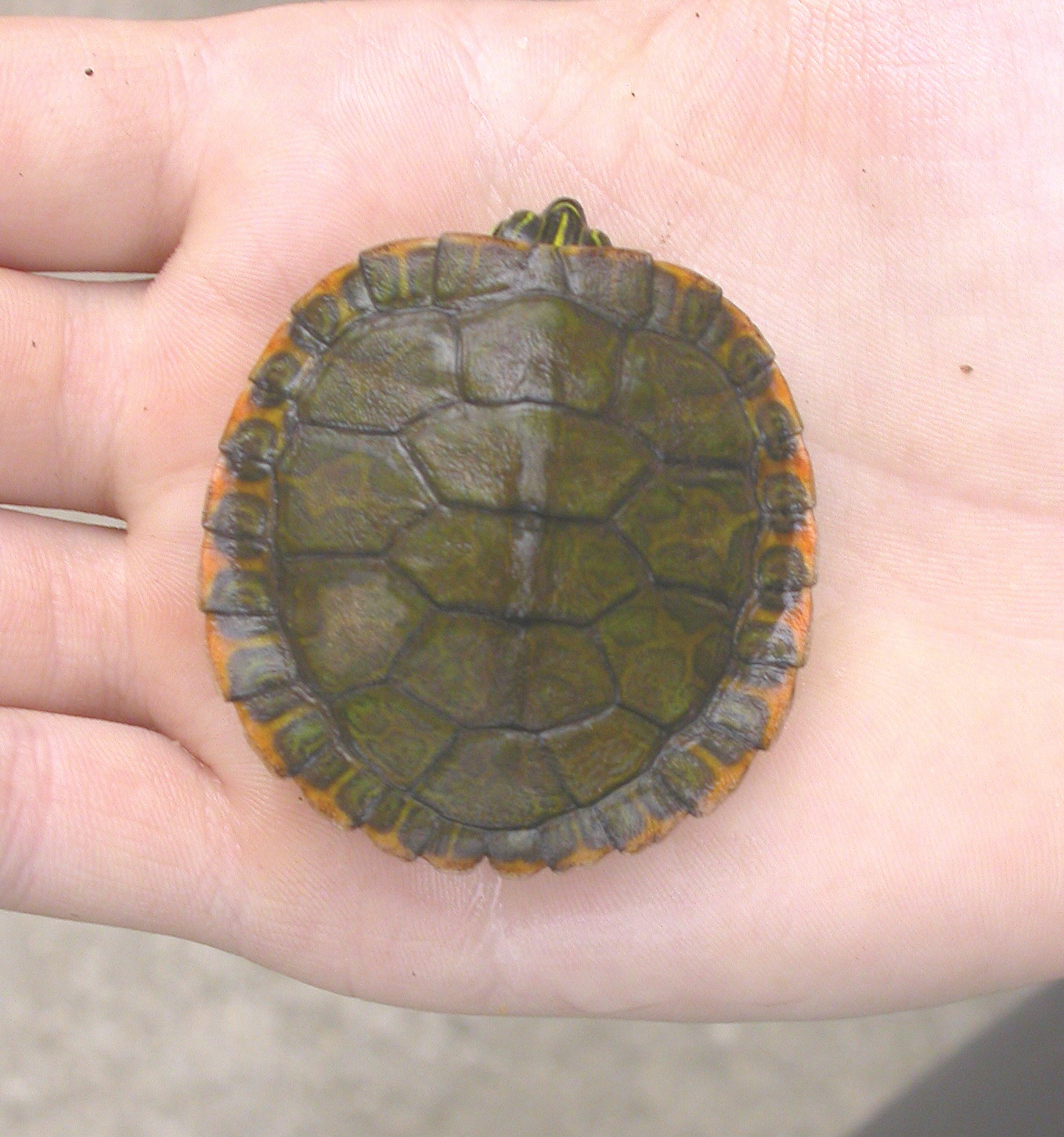

## 外部連結
- . The Reptile Database.   [2017-10-04]. （原始内容存档于2016-05-19）.
- Texas scholar work: Pseudemys alabamensis （页面存档备份，存于）
- http://www.iucnredlist.org/details/18458/0 （页面存档备份，存于）